# Harry Benjamin
Harry Benjamin (Berlino, 12 gennaio 1885 – San Francisco, 24 agosto 1986) è stato un sessuologo e endocrinologo tedesco.
Oggi è ricordato soprattutto per il suo lavoro pionieristico nel campo del transessualismo.

## Biografia
Benjamin nacque a Berlino, si laureò in medicina nel 1912 a Tubinga, con una tesi sulla tubercolosi. Si interessò di sessuologia, ma la materia non fece parte del suo curriculum di studi.
In un'intervista rilasciata nel 1985 disse, a proposito della nascita del suo interesse per la sessuologia:
Incontrai molto presto anche Magnus Hirschfeld, attraverso un'amica che conosceva l'ufficiale di polizia Dr. Kopp, che era incaricato di indagare su stupri e reati sessuali. A sua volta, anch'egli era amico di Hirschfeld, così li conobbi entrambi. Questo successe nel 1907 circa. Costoro mi hanno ripetutamente portato con sé nei loro giri per i bar omosessuali di Berlino. Mi ricordo specialmente dell'"Eldorado" con i suoi spettacoli di travestiti: molti dei clienti si presentavano con vestiti dell'altro sesso. La parola "travestito" non era però stata ancora inventata: Hirschfeld la coniò solo nel 1910, nel suo ben noto studio.»
Morì a San Francisco nel 1986 a 101 anni d'età.